# Захочу — полюблю
«Захочу — полюблю» — советский фильм 1990 года режиссёра Василия Панина. Фильм основан на повести Валерия Брюсова «Последние страницы из дневника женщины».

## Сюжет
Молодая женщина Наталья Полонская страдает в несчастливом браке. Она не любит богатого и пожилого мужа, а замуж вышла лишь по расчету. Судьба словно освобождает Наталью, подстраивая несчастный случай, в котором муж погибает. Следом за ним кончает жизнь самоубийством и любовник женщины.

## В ролях
- Вера Сотникова — Наталья Полонская
- Анатолий Васильев — Модест Никандрович Элерский, свободный художник
- Нина Русланова — Ариадна Яковлевна, мать Натальи и Лидии
- Екатерина Стриженова — Лидия, младшая сестра Натальи
- Елена Костина — Глафира, горничная Натальи
- Александр Стриженов — Володя
- Валерий Золотухин — Виктор, муж Наталии
- Олег Анофриев — Хмылёв
- Рудольф Рудин — следователь
- Ольга Машная — Вера, подруга Натальи
- Александр Пятков — муж Веры
- Юрий Медведев — нотариус
- Роман Филиппов — Матвей Карпович
- Амаяк Акопян — Дон Хуан, поклонник Натальи
- Валерий Леонтьев — приятель Дон Хуана
- Алла Баянова — Варвара, ресторанная певица
- Виктор Лазарев — нищий

## Рецензии
- Порошина М.- «Безбрежность восторга, бездонность печали…» (О фильме «Захочу — полюблю». Реж. В.Панин) // Вечерний Свердловск, 29 декабря 1990
- Иварс Алкснитис — Когда жизнь пронизана статьстью… (О худож. фильме «Захочу полюблю». Реж. В. Панин) // Ригас балсс, 23 ноября 1990